# Dominik Mączyński
Dominik Mączyński (ur. 11 maja 1975) – polski prawnik, profesor nauk prawnych, specjalista w zakresie prawa finansowego i prawa podatkowego (polskiego, europejskiego i międzynarodowego), sędzia wojewódzkiego sądu administracyjnego delegowany do orzekania w Izbie Finansowej Naczelnego Sądu Administracyjnego. 

## Życiorys
Studia prawnicze ukończył na Wydziale Prawa i Administracji UAM. W 2003 uzyskał stopień doktorski na podstawie pracy pt. „Polskie podatki pośrednie na tle regulacji europejskich” (promotorem był Jerzy Małecki). Habilitował się w 2010 na podstawie oceny dorobku naukowego i rozprawy „Międzynarodowa współpraca w sprawach podatkowych”. Postanowieniem Prezydenta RP z dnia 14 lutego 2023 roku został mu nadany tytuł profesora w dyscyplinie nauki prawne.  Jest kierownikiem Zakładu Prawa Finansowego Wydziału Prawa i Administracji UAM. 

## Publikacje
- Podatek akcyzowy w prawie polskim i europejskim, wyd. 2004, ISBN 83-7387-434-8
- Międzynarodowa współpraca w sprawach podatkowych, wyd. 2009, ISBN 978-83-7620-140-5
- ponadto rozdziały w pracach zbiorowych i artykuły publikowane w czasopismach prawniczych, m.in. w „Ruchu Prawniczym, Ekonomicznym i Socjologicznym”, „Państwie i Prawie” oraz „Czasopiśmie Prawno-Historycznym”[1]